# John Leonard Watson
John Leonard Watson , nacido en 1951 en Omaha, Nebraska, Estados Unidos, es un Maestro Internacional de ajedrez.
Estudió en Harvard y en la Universidad de California, en San Diego.
Es un teórico del ajedrez y ha escrito más de 30 libros de ajedrez y reseñas de libros.
Sus cuatro volúmenes sobre la apertura inglesa, han sido los más vendidos durante más de veinticinco años.
También escribió el "hombre ajedrez", una divertida historieta.
Watson vive con su familia en Lincoln, Nebraska.